# Щербакова, Лидия Алексеевна
Лидия Алексеевна Щербакова (6 декабря 1948, Никополь, Днепропетровская область — 12 июля 2008, Никополь, Днепропетровская область) — передовик советской металлургии, машинист крана Никопольского южно-трубного завода имени 50-летия Великой Октябрьской социалистической революции Министерства чёрной металлургии Украинской ССР, Днепропетровская область, полный кавалер ордена Трудовой Славы (1985).

## Биография
Родилась 6 декабря 1948 года в городе Никополь в Днепропетровской области. Завершила обучение в школе и трудоустроилась на работу в 1966 году на Никопольский южно-трубный завод имени 50-летия Великой Октябрьской социалистической революции. Стала работать машинистом электромостового крана.
С 1969 года трудилась в трубопрокатном цехе №7, где участвовала в строительстве и освоении проектной мощности уникального стана "30-102".   
Указом Президиума Верховного Совета СССР от 21 апреля 1975 года была награждена орденом Трудовой Славы III степени. 
Указом Президиума Верховного Совета СССР от 2 марта 1980 года была награждена орденом Трудовой Славы II степени. 
Указом Президиума Верховного Совета СССР от 29 октября 1985 года за успехи, достигнутые при выполнении плана и социалистических обязательств по увеличению продукции чёрной металлургии была награждена орденом Трудовой Славы I степени. Стала полным кавалером Ордена Трудовой Славы.
Неоднократно избиралась депутатом Днепропетровского областного совета депутатов трудящихся. 
В 1994 году вышла на заслуженный отдых.
Проживала в городе Никополь Днепропетровской области. Умерла 12 июля 2008 года. Похоронена на городском кладбище. 

## Награды
- Орден Трудовой Славы I степени (29.10.1985);
- Орден Трудовой Славы II степени (02.03.1981);
- Орден Трудовой Славы III степени (21.04.1975);
- медали.